# Direkt joniserande strålning
Direkt joniserande strålning är joniserande strålning med elektrisk laddning, hit räknas partikelstrålning från laddade partiklar som till exempel alfastrålning, betastrålning.
Vid interaktion med materia förlorar den laddade joniserande strålningen sin enerig i stort antal små coulomb interaktioner i vilka partiklarna bromsas upp.